# 宮岡伯人
宮岡 伯人（みやおか おさひと、1936年8月2日 - ）は、日本の言語学者、京都大学名誉教授である。エスキモー語専門で、なかでもユピック語（中央アラスカユピック語）を研究している。

## 経歴
兵庫県神戸市生まれ。大阪外国語大学外国語学部卒、1965年京都大学大学院博士課程満期退学、1998年「エスキモー語文法 -中央アラスカ・ユピック語」で文学博士（京都大学）。
1965年小樽商科大学商学部助手、助教授、教授、1982年東京外国語大学外国語学部教授、1987年北海道大学文学部教授、1994年京都大学文学部・文学研究科教授、名誉教授、2000年大阪学院大学情報学部教授、2007年退職。
1987年に「『エスキモー――極北の文化誌』（岩波書店）を中心としてサントリー学芸賞（芸術・文芸部門）を受賞。

## 著書
- 『エスキモーの言語と文化』弘文堂選書 1978
- 『エスキモー 極北の文化誌』岩波新書 1987
- 『「語」とはなにか エスキモー語から日本語をみる』三省堂 2002
- 『「語」とはなにか・再考　日本語文法と「文字の陥穽」』三省堂、2015

### 編著
- 『北の言語 類型と歴史』編 三省堂 1992
- 『言語人類学を学ぶ人のために』編 世界思想社 1996
- 『消滅の危機に瀕した世界の言語 ことばと文化の多様性を守るために』崎山理共編 渡辺己,笹間史子監訳 明石書店 明石ライブラリー 2002
- 『今、世界のことばが危ない! グローバル化と小数者の言語 2005第19回「大学と科学」公開シンポジウム講演収録集』編 クバプロ 2006